# Maarten van Rooijen

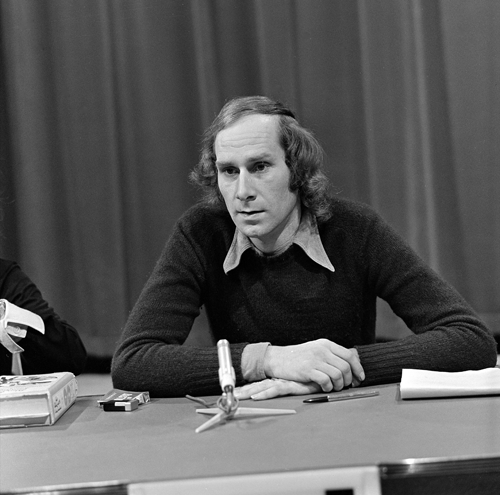
Maarten van Rooyen als panellid in 'Voor een briefkaart op de eerste rang' (1974)

Maarten van Rooijen (Breda, 17 juli 1943 – Ibiza, 8 september 2003) was een Nederlands filmcriticus en televisiemaker.
In zijn jeugd woonde hij naast een bioscoop waar hij vaak met zijn moeder heen ging. Hij wilde zelf ook films gaan maken maar omdat zijn ouders dachten dat daar geen geld mee te verdienen was, ging hij studeren voor grafisch ontwerper aan de Academie voor Beeldende Kunsten Sint-Joost in zijn geboorteplaats. Na afloop van die studie begon hij alsnog aan diezelfde academie de vierjarige opleiding voor film en fotografie. Intussen verdiende hij bij door het schrijven van filmrecensies voor het dagblad De Stem. Daarna maakte hij korte filmpjes voor onder andere het ministerie van CRM. Verder had Van Rooijen een kleine baan bij de Sociale Academie in Amsterdam, was hij betrokken bij het VARA-programma Popzien, redigeerde hij de vragen voor de door de KRO op tv uitgezonden filmquiz Voor een briefkaart op de eerste rang en was hij de presentator van het VPRO-programma Zwijgen is Goud dat van 1972 tot 1974 werd uitgezonden en over de stomme film ging. Kort daarop was hij bij de VARA presentator van het programma Horen, zien en zwijgen, dat eveneens betrekking had op de stomme film. Vervolgens ging hij in 1976 bij de VARA het tv-programma Filmblik presenteren dat zich meer richtte op jonge kijkers. In 1978 werd hij de presentator en samensteller van het tekenfilmprogramma De Toverlantaarn.
Verder was Van Rooijen betrokken bij de oprichting in 1978 van het filmblad Première en schreef hij filmrecensies voor Het Parool. 
In 1988 verscheen van hem een boekje over filmmuziek onder de titel 'Muziek in het duister'. Dit boekje maakte deel uit van de reeks 'Bioscoop & Film' uitgegeven door Buma/Stemra.
In 2003 overleed hij op 60-jarige leeftijd op het Spaanse eiland Ibiza.